# جويل روتشا
جويل روتشا هو مدرب كرة قدم صالات ‏ برتغالي، ولد في 18 أكتوبر 1981 في كوفيليا في البرتغال.